# 去吧！揸Fit人兵團
，是1996年上映的一部香港黑色幽默動作片，由查傳誼執導，吳鎮宇、張耀揚、張達明、梁思敏、蔡少芬、張慧儀等主演。電影名稱啟發自日本漫畫《去吧！稻中乒團》。

## 劇情簡介
以打牌耍樂度日的馬伕刀仔，一直以「食腦」方式混跡黑道。與刀仔識於微時的恐龍，崇拜黑道傳說中的刀神，渴望衝出屯門靠「劈友」打出一片江湖。反黑組探員發瘟，正與老婆陷入有關迎接小生命的冷戰。就在這一天，隨著大圈的仇虎與本土黑道頭目飛雄的衝突急劇升溫，一場黑幫曬馬就此改寫了，這兩個古惑仔和一個警察的人生軌跡。

## 人物角色
| 角色名稱 | 演員   | 備註               |
| -------- | ------ | ------------------ |
| 刀仔     | 吳鎮宇 | 馬伕               |
| 恐龍     | 張耀揚 | 古惑仔             |
| 發瘟     | 張達明 | 反黑組探員         |
| JJ       | 梁思敏 | 妓女               |
| Deda     | 蔡少芬 | 恐龍女友           |
| 晶晶     | 張慧儀 | 發瘟老婆           |
| 骨精強   | 夏萍   | 刀仔朋友           |
| 阿仁     | 李健仁 | 刀仔朋友           |
| 阿滿     | 梁焯滿 | 恐龍的手下         |
| 大佬     | 李道儒 | 刀仔的大佬         |
| 子彈     | 吳庭燁 | 仇虎的手下         |
| 仇虎     | 敖志君 | 正在冒起的黑幫首領 |
| 警察     | 顧冠忠 | 發瘟的上司         |

## 電影歌曲
'領悟' / 作曲, 李宗盛 ; 作詞, 李宗盛 ; 演唱, 辛曉琪 ; 歌曲提供, 滾石音樂版權香港有限公司. 主題曲

## 奬項
| 頒獎典禮                   | 獎項     | 結果 |
| -------------------------- | -------- | ---- |
| 第16屆香港電影金像獎       | 最佳編劇 | 提名 |
| 第三屆香港電影評論學會大獎 | 推薦電影 | 獲獎 |

## 外部連結
- 香港影庫上《去吧！揸Fit人兵團》的資料（繁體中文）
- 開眼電影網上《去吧！揸Fit人兵團》的資料（繁體中文）
- 香港影庫上《去吧！揸Fit人兵團》的資料（繁體中文）
- 时光网上《去吧！揸Fit人兵團》的資料（简体中文）
- 豆瓣电影上《去吧！揸Fit人兵團》的資料 （简体中文）
- AllMovie上《去吧！揸Fit人兵團》的资料（英文）
- 互联网电影数据库（IMDb）上《去吧！揸Fit人兵團》的资料（英文）